# تام کینگ (بازیکن فوتبال)
تام کینگ (انگلیسی: Tom King؛ زادهٔ ۹ مارس ۱۹۹۵) بازیکن فوتبال اهل انگلستان است که در پست دروازه‌بان برای باشگاه فوتبال ولورهمپتون و تیم ملی ولز بازی‌ می‌کند.
از باشگاه‌هایی که در آن بازی کرده‌است می‌توان به باشگاه فوتبال استیونج، میلوال و سالفورد سیتی اشاره کرد.
وی همچنین در تیم ملی فوتبال زیر ۱۷ سال انگلستان و تیم ملی ولز بازی کرده‌است.
از افتخاراتی که دارد می توان گفت یک گل از ضربه دروازه زده است که طولانی ترین گل تاریخ بوده و تقریبا راهی که تا دروازه رفته ۹۶ متر بوده و این رکورد او در گینس ثبت شده است.